# Autoserica fasciata
Autoserica fasciata är en skalbaggsart som beskrevs av Moser 1911. Autoserica fasciata ingår i släktet Autoserica och familjen Melolonthidae. Inga underarter finns listade.